# Новый город (Владимир)
Новый город — название одного из двух окольных городов средневекового Владимира. Это была богатая княжеско-боярская часть столицы Северо-Восточной Руси.
Новый город примыкал с западной стороны к Печернему городу, в котором находился Владимирский кремль. Главным въездом в Новый город, как и во всю укреплённую часть Владимира, являлись сохранившиеся до наших дней Золотые ворота из белого камня, увенчанные надвратной Ризоположенской церковью. По распространённой версии, выдвинутой Николаем Ворониным, Новый город, включая Золотые ворота, был построен в середине XII века Андреем Боголюбским. Однако, выдвигались также и гипотезы, что, в отличие от Золотых ворот, создателем Нового города являлся Владимир Мономах, пристроивший его к кремлю, заложенному ещё Владимиром Святославичем.
Новый город был обнесён мощным земляным валом и деревянной рубленой стеной на нём. Укрепления Нового города поражали воображение современников. Протяжённость его земляного вала составляла 1926 м, он содержал внутренние деревянные конструкции и достигал высоты 7—9 м, с толщиной в подошве 20—24 м. С западной напольной стороны перед валом был отрыт ров шириной до 22 м при глубине 8 м. Общая площадь Нового города составляла 48 га. Помимо Золотых ворот он имел ещё четверо деревянных ворот. Внутренние Торговые ворота соединяли его с кремлём. В северной части стояли Медные и Иринины ворота, в южной части — Волжские. Через последние, находившиеся в низине, можно было попасть на пристань реки Клязьмы. Названы они, однако, более масштабно — Волжские, поскольку по Клязьме шёл торговый путь именно до Волги. Сохранились фрагменты вала Нового города, именуемые сегодня Козловым, Галейским и Никитским валом. Перед валом Нового города был вырыт ров, который переходил в овраги, спускаясь к рекам Клязьме и Лыбеди.
К населению Нового города относились городские аристократы, здесь же располагались княжеские дворы. Резиденции внутри Нового города приписывают трем князьям — Владимиру Мономаху, Андрею Боголюбскому и Юрию Долгорукому. В северной части Нового города располагался Успенский Княгинин монастырь, основанный женой Всеволода Большое Гнездо Марией Шварновной в 1200 году. Основательница была погребена в соборе Княгинина монастыря, который стал усыпальницей многих русских аристократок. По свидетельству летописцев здесь были погребены, например, жена и дочь Александра Невского. В южной части Нового города имелись ещё две каменные церкви — Спасская и Георгиевская. Рядом с Георгиевской церковью были найдены остатки небольшого земляного вала, он огораживал дворец Юрия Долгорукого.
При осаде Владимира в феврале 1238 года монголы пробили брешь в стене Нового города у Золотых ворот. После Батыева нашествия укрепления Нового города более никогда не восстанавливались. В XVII веке Новый город стал именоваться Земляным городом, так как деревянные стены на валах исчезли, но сами валы остались. Ещё его называли Китай-городом, видимо, по аналогии с московским окольным городом.